# Боярчук Олексій Валерійович
Боярчук Олексій Валерійович (*нар. 10 квітня 1972 р., м. Ялта Кримської області) — український політик, голова Ялтинської міської ради (2010—2012 рр.)

## Біографія
Народився 10 квітня 1972 р. в м. Ялта Кримської області.
З 1989 р. — курсант Сімферопольського вищого військового політичного училища.
1992—1997 рр. — студент, Національної юридичної академія імені Ярослава Мудрого. Закінчив прокурорсько-слідчий факультет.
1997—1998 рр. — слідчий, УСБУ в м. Севастополі.
08.1998-05.2002 — начальник юридичного відділу ВАТ "ГК «Ялта-інтурист».
11.2002-05.2003 — керівник відділу ЗАТ «Корпорація „Ігро-сервіс“.
07.2003-04.2006 — генеральний директор ТОВ „Дельфін-2001“».
04.2006-03.2010 — секретар Ялтинської міськради.
Народний депутат України 6-го скликання (03.2010-02.2011) від Партії регіонів, N 187 в списку. На час виборів: секретар Ялтинської міськради, член ПР. Чл. фракції Партії регіонів (з 03.2010), чл. Комітету з питань бюджету (з 04.2010). Склав деп. повноваження 04.02.2011 р.
4.11.2010 — 14.12.2012 рр. — голова Ялтинської міськради.
Президент Федерації футболу Ялти. Президент Федерації боротьби самбо і дзюдо м. Ялти.